# 相沢梨菜
相沢 梨菜（あいざわ りな、1973年8月11日 - ）は、日本のAV女優。
1993年にシャイ企画よりAVデビューした。2008年9月、XCITYの懐かしAV女優紹介企画、シャイニングメモリーズで取り上げられた。

## 出演作品

### アダルトビデオ
- 美姫 PART.2 相沢梨菜（1993年、シャイ企画）デビュー作
- 女はそれを待っている 相沢梨菜（1993年4月28日、シャイ企画）
- 歌姫伝説 相沢梨菜（1993年5月28日、シャイ企画）
- ヴィーナスバニー 7 相沢梨菜（1993年、シャイ企画）
- 若妻どれい 5 相沢梨菜（1993年7月28日、シャイ企画）
- 乳あぶり 相沢梨菜（1993年、シャイ企画）
- 乳房わしづかみ （1993年9月3日、アリスJAPAN）[1]
- フラッシュパラダイス（1993年10月1日、アリスJAPAN）[1]
- 背後の晩餐 相沢梨菜（1993年、マックス・エー）

総集編など
- ヴィーナスバニースペシャル（1995年、シャイ企画）総集編
- 美姫 DVD 完全保存版（2002年6月21日、シャイ企画）
- 若妻どれい DVD PERFECT COLLECTION（2002年9月20日、シャイ企画）